# Platts
Platts est une société créée en 1909 par Warren C. Platt (1883–1963) pour fournir des informations fiables, neutres et indépendantes sur les cours du pétrole.
La société est amenée à travailler avec de nombreuses organisations professionnelles, et également avec des organismes (agences, services publics) chargés de planification prospective et de réglementation ou encore d’évaluation de politiques publiques sur l’énergie.

## Histoire de la société
La société a été créée à Cleveland, dans l'Ohio. 
En 1953, Platts a été racheté par McGraw Hill Financial, qui se présente comme entreprise leader dans la cotation des crédits, le benchmarking (étalonnage en français) et l'analyse des marchés financiers et du négoce des matières premières. 
D'autres sociétés-sœurs (c'est-à-dire également filiales de McGraw Hill Financial) sont de grandes Agences de notation telles que Standard & Poor's et S&P Capital IQ, CRISIL, JD Power & Associates, McGraw Hill Construction et Aviation Week.

### Qui est Platts en 2013
Cette société fait partie du cercle restreint des quelques organisations spécialisées qui ont survécu aux guerres intestines et multinationales pour trouver une méthode "consensuelle" de fixation des prix du pétrole et de calcul ou d'analyse des résultats économiques de l'exploration pétrolière et minière. 

Platts publie aussi ses analyses des résultats des raffineries et de tous les intermédiaires de la chaine jusqu’aux utilisateurs finaux, y compris certains services publics ou encore des compagnies aériennes ou maritimes, de grandes entreprises sidérurgiques ou encore des constructeurs automobiles.
La société Platts se présente aujourd'hui elle-même comme leader mondial dans le domaine de l'information sur l'énergie et en particulier dans l'évaluation des prix de l'énergie (pétrole gaz, charbon et produites pétroliers) et tout particulièrement pour la fixation des cours du pétrole.

## Effectifs
Plus de 900 personnes travaillent dans l'entreprise. 

Elles sont dispersées dans le monde, opérant à partir de bureaux situés dans plus de 15 villes majeures pour les marchés de l'énergie (Londres, Dubaï, Singapour et Houston..) et dans des centres d'affaires (Sao Paulo, Shanghai et New York où se trouve le siège social de l'entreprise.

## Domaines de compétence
Sur la base de données publiques et des chiffres que les sociétés veulent bien lui fournir via des réseaux internet sécurisés, Platts calcule le prix moyen de vente/achat de produits de référence (dont le Brent de la mer du Nord). 
Après avoir longtemps été spécialisée dans le domaine pétrolier, avec les centres d'intérêts de l'entreprise se sont élargis (notamment depuis 2002) à d'autres domaines de l'économie et de l'énergie qui dépendent beaucoup du pétrole (pétrochimie, métaux, transport maritime, agroalimentaire, production d'électricité, énergie nucléaire, biofuels (agrocarburants) et autres énergies renouvelables ).
Platts est l’un des deux principaux acteurs spécialisés dans l’analyse des marchés pétroliers et dans ce cadre publie des prix de référence pour les marchés de matières premières. Avec le temps, de nombreuses règles se sont superposées pour ce calcul, rendant ce travail de plus en plus complexe.
Via des acquisitions récentes, Platts est aussi devenu leader dans le domaine des industries de l'acier et du sucre, ainsi que dans le domaine des émissions de gaz à effet de serre et du marché du carbone.

## Produits & Services

### Activité ancienne et principale
Platts commente et analyse l'actualité économique en temps réel, publiant quotidiennement des milliers d'évaluations qui servent de points de repère aux marchés physiques et à terme. 
Platts peut aussi fournier des bulletins, rapports analyses et cartographies plus détaillées des prix et marchés. 

Les experts du groupe sont ceux qui fixent les données de marché en fin de journée . 
Une émission de télévision hebdomadaire est même proposée aux États-Unis (en ligne).

### Activités secondaires et plus récentes
En outre, Platts publie aussi :
- le Bentek Energy (Analyse du marché du gaz naturel) ;
- l' indice de l'acier (Steel Index ou TSI[6]), via l'analyse hebdomadaire des transactions industrielles concernant l'acier et deux types de minerai de fer qui servent de références (le premier contient 62 % de fer et le second 58 % de fer). 
Cet Index, qui se veut « impartial » est calculé sur la base des données envoyées à Platts par plus de 450 entreprises via des lignes sécurisées. Selon Platts, « Contrairement aux enquêtes téléphoniques, ce système permet d’établir des prix entièrement vérifiables »[6]. Puis le même service a été mis en place pour les prix de la ferraille sur le marché d’importation turc et celui de l'Amérique du Nord et de l'Inde[7]. En fait l'entité qui calcule cet indice a été officiellement créée le 25 avril 2006, et rachetée par Platts en 2006 et rachetée 4 ans plus tard (le 1er juillet 2011 exactement) ;
- le classement « Top 250 » des entreprises mondiales du domaine de l’énergie (« Top 250 Global Energy Companies Rankings »[8])
- les lauréats du prix « Platts Global Energy Awards » qui est une sorte d'« Oscars » délivré à la « meilleure » industrie de l'énergie.
- les lauréats du prix  « Global Metals Awards » ; un prix créé en 2013 qui récompense des groupes de la métallurgie.

Le groupe fournit aussi des prestations d’aide et conseil ainsi que de formation.

## Qui achète ou utilise les données de Platts?
Les clients directs et principaux de Platts sont surtout les traders, des analystes boursiers et financiers et des gestionnaires de risques et de capitaux pétroliers, ainsi que des négociants de matières premières ou de services liés à l'Énergie. 
Selon l'entreprise elle-même, en 2012-2013 plus de 10.000 organisations du secteur public et privé faisaient appel à elle dans plus de 170 pays. Les clients ou utilisateurs comprennent également des agences gouvernementales, des institutions financières et des entreprises de services professionnels en droit, ingénierie, conseil et gestion d'actifs, et enfin les médias.

## Place dans le monde, et enjeux
La connaissance par tous en temps quasi-réel des "prix moyens de différents pétroles de référence" aide à fixer les prix du pétrole lors des contrats. Il ne peut toutefois empêcher la spéculation sur la ressource et les marchés, laquelle influe grandement en retour sur les prix d'un marché qui tend en outre à se financiariser,.
Au-delà de la loi théorique de l'offre et de la demande, le prix du pétrole et les "pétrodollars", les capacités et perspectives d'approvisionnement et de découverte de gisements nouveaux ont pris une importance croissante au XXe siècle dans l'économie générale, le cout de la vie et donc dans la politique. 
En théorie, les prix des produits pétroliers raffinés ou des produits nécessitant beaucoup de pétrole pour leur fabrication ou pour leur transport devraient voir leur prix évoluer parallèlement à ceux du pétrole brut, mais ce n'est pas toujours le cas. Les réponses aux changements de prix du pétrole répondent à des cycles différents. 
Des études récentes laissent penser que les chocs pétroliers et même les variations moins importantes des prix du pétrole peuvent affecter la macroéconomie, via l'augmentation des prix, mais aussi parce que dans ces cas la volatilité des prix du pétrole augmente aussi. Cette volatilité interagit de manière complexe avec la fiscalité.

Des analyses empiriques semblent même confirmer que la volatilité des prix du pétrole (mesurée en termes d'écarts types mensuels des prix du pétrole par jour), permet de prévoir les mouvements de la production globale des États-Unis. 
Pour partie, la relation asymétrique entre les variations du prix du pétrole, des prix à la pompe et la croissance de la production trouvés dans études antérieures pourrait aussi être expliquées par la réaction de l'économie à la volatilité des prix du pétrole.
Les chiffres et tendances produits par Platts servent de base de calcul à un grand nombre de traders, négociants et spéculateurs, ainsi qu'à certaines modélisations économiques.

## Soupçons de spéculation ou de manipulation des prix des hydrocarbures
Platts fixe des prix réputés devenir immédiatement des références mondiales (Platts reference prices). 
En Europe, les prix du pétrole « brut » s'alignent sur ceux du Brent (Pétrole de la mer du Nord) via l' European Platts (reference ex-refinery). Cependant, les prix à la pompe (diesel, essence) varient de manière asynchrone voire différemment (asymétriquement) ; En général, ils grimpent plus vite qu'ils ne redescendent, selon des mécanismes qui semblent mieux compris, mieux décrits et analysés, mais toujours non maîtrisés.

RW Bacon, dans une étude publiée en 1991, sur les écarts entre le prix du brut et le prix à la pompe, nomme ce phénomène  “Rockets & Feathers” (traduction : Fusée et plume), car quand le prix du brut augmente, le prix à la pompe augmente à grande vitesse (métaphoriquement, à la vitesse d'une fusée), alors que quand le prix du brut baisse, il ne descend à la pompe que très lentement (à la vitesse d'une plume qui tombe). Cet écart dont l'explication fait encore l'objet de débats évoque une spéculation, qui enrichirait les groupes pétroliers, mais dont les consommateurs pâtiraient.  